# Ignatz von Kolisch
El baró Ignatz von Kolisch (6 d'abril de 1837, Pressburg/Pozsony, Àustria-Hongria (actualment Bratislava, Eslovàquia) – 30 d'abril de 1889, Viena), també anomenat Baron Ignaz von Kolisch (en alemany) o báró Kolisch Ignác (en hongarès), fou un comerciant, periodista i jugador d'escacs jueu austrohongarès. Entre 1859 i 1867, estigué entre els sis millors jugadors d'escacs del món.

## Biografia
Kolisch havia nascut en una família jueva de Pressburg, i va tenir èxit en allò a què es dedicà: els negocis i els escacs. De jove, fou el secretari privat del príncep rus Sergey Urusov. Més tard anà a viure a Viena, on hi conegué el banquer Albert Salomon von Rothschild el 1868, amb qui va introduir-se al món de la banca, cosa que li va permetre guanyar molts diners. Ja ric, va esdevenir un mecenes dels escacs, organitzant molts torneigs d'escacs els 1870 i 1880. Va fundar la Wiener Börse-Syndikatskasse el 1869. El 1881 va rebre el títol de baró de mans de Jordi II de Saxònia-Meiningen.

## Jugador d'escacs
Com a jugador d'escacs, Kolisch va ser conegut de seguida pel seu estil brillant i agressiu, tot i que no participava en torneigs massa sovint. El 1860 va guanyar el primer premi al torneig internacional celebrat a Cambridge, Anglaterra (BCA Congress), i que era el campionat britànic (no oficial) de l'època.
El 1860 va guanyar matxs contra Bernhard Horwitz (+3, =0, -1) i Thomas Wilson Barnes (+10, =0, -1), i empatà contra Adolf Anderssen, el millor jugador del món del moment, (+5, =1, -5). El 1861 va tornar a jugar un matx contra Adolf Anderssen, perdent aquest cop, per només una partida. El mateix any, va empatar un matx amb Louis Paulsen. El 1862 vencé en matx Ilya Shumov (6-2). El 1867 va guanyar el fort Torneig Internacional de Paris, on hi va derrotar Szymon Winawer i Wilhelm Steinitz, i amb 19 punts de 22, va obtenir una performance calculada en 2723 punts, segons Edo Ratings Aquesta fou la seva darrera participació en torneigs rellevants.
D'acord amb les avaluacions històriques de Chessmetrics, entre juliol de 1867 i novembre de 1868 fou el virtual jugador número 1 del món.
Kolisch fundà i fou l'editor en cap de la publicació Wiener Allgemeine Zeitung, on hi escrivia amb el pseudònim "Ideka" (format amb les inicials del seu nom). El protagonista del conte "El baró dels escacs" (A sakkbáró) de Ferenc Móra és basat en ell.